# Barbus treurensis
Barbus treurensis е вид лъчеперка от семейство Шаранови (Cyprinidae). Видът е застрашен от изчезване.

## Разпространение
Разпространен е в Южна Африка (Мпумаланга).

## Описание
На дължина достигат до 1,1 m.
Продължителността им на живот е около 6 години. Популацията на вида е стабилна.